# Kostel svatého Kiliána (Davle)
Kostel svatého Kiliána  v Davli na Praze-západ je původně středověkou stavbou zasvěcenou svatému Kiliánovi. Toto kostelní patrocinium je jediné v Čechách. Světec byl iroskotský misionář, který se stal biskupem ve Würzburgu, kde zemřel mučednickou smrtí. Jako patronu benediktinského řádu mu byl zasvěcen nejen Ostrovský klášter u Davle, druhý nejstarší mužský klášter v Čechách (založen asi roku 999), ale i kostel stejného zasvěcení zbudovaný benediktiny na přilehlém levém břehu Vltavy kolem roku 1160.

## Historická data
Kostel byl poprvé písemně zmíněn v registru papežských desátků v roce 1352 a přilehlá fara v roce 1323. Proto byl po dlouhá léta považován za gotickou stavbu. V 80. letech 20. století však archeologický nález zbytku románského zdiva posunul dobu jeho založení do poloviny 12. století. Románská stavba byla roku 1278 značně poškozena při vpádu Braniborů do Čech, a to včetně přilehlé řemeslnické lokality zvané Sekanka. Následně byl kostel raně goticky přestavěn. Další gotické úpravy následovaly ve 2. polovině 14. století. V roce 1692 byl kostel rozsáhle poškozen požárem. Obnoven byl až v roce 1775. Kostelní kruchta byla do kostelní lodi vestavěna až roku 1842. Archeologický výzkum lokality započal již v 19. století, ale teprve průzkum vedený Karlem Guthem z Národního muzea ve 30. letech 20. století odkryl zajímavé stavební nálezy. Po druhé světové válce na tento výzkum navázal Archeologický ústav Československé akademie věd v 60. letech 20. století. Dokončen byl o 20 let později. Na jeho základě byl areál, zahrnující kostel sv. Kiliána s kaplí Božího hrobu, zvonici, ohradní zeď bývalého hřbitova, faru a kapličku sv. Jana Nepomuckého, prohlášen za chráněnou kulturní památku. Ještě v roce 1992 však kostel postihl požár následovaný konečnou barokní úpravou objektu.

## Stavební vývoj
Díky zbytkům románského zdiva se kostel, původně považovaný ve svém jádru za gotický, stal svým založením kostelem románským. Koncem 13. století byl goticky přestavěn a ve 14. století bylo dostavěno trojúhelníkové zakončení presbiteria. Nakonec kostel prošel rozšiřujícími barokními přestavbami, které mu daly dnešní podobu.
Exteriér a interiér kostela
Kostel sv. Kiliána má jedinou chrámovou loď obdélníkového půdorysu. Trojboce zakončené presbyterium bylo zastropeno valenou klenbou s lunetami. Ke kostelu přiléhá samostatně stojí zvonice z roku 1768. Na jejím vrcholu se nachází soška sv. Kiliána. Kostelní loď byla zaklenuta napodobeninou valené klenky. Do západní části lodi byla vestavěna kruchta.
Interiéru kostela dominuje barokní oltář s obrazem Panny Marie spolu se svatým Kiliánem (asi z roku 1725). Po stranách tohoto hlavního oltáře je umístěn oltář sv. Barbory (1741) a oltář sv. Jana Nepomuckého (1770). Obraz sv. Benedikta s pohledem na klášter Ostrov je z roku 1724. K mobiliáři kostela náleží renesanční cínová křtitelnice z roku 1556.
Ke kostelu sv. Kiliána patřila fara, při které byla zřízena jednotřídní obecná škola (1778). Dnes budova fary slouží jako restaurační zařízení.

## Okolní zástavba
Areál kostela sv. Kiliána zahrnuje na jižní straně situovanou kostelní stavbu a od ní jižněji se nacházející kapli Božího hrobu. Ze západní strany ke kostelu přiléhá zvonice. Na severní straně areálu se nachází fara a severně od fary kaple sv. Jana Nepomuckého. Celý areál zahrnující i pozemek zrušeného hřbitova je obklopen ohradní zdí.